# Pogonatum rutteri
Pogonatum rutteri är en bladmossart som beskrevs av Hugh Neville Dixon 1941. Pogonatum rutteri ingår i släktet grävlingmossor, och familjen Polytrichaceae. Inga underarter finns listade i Catalogue of Life.